# Южная Каролина (провинция)

Карта провинции Южная Каролина 1773 года.

Провинция Южная Каролина (англ. Province of South Carolina) — колония в Британской Америке, изначально бывшая частью провинции Каролина.
Согласно хартии Карла II, изданной в 1663 году, в территорию Каролины входили все земли от южной границы колонии Виргиния, проходившей по 36 градусу северной широты, до 31-го градуса северной широты (вдоль побережья современной Джорджии). В 1665 году хартия была слегка пересмотрена, и северная граница была сдвинута до 36 градусов 30 минут северной широты, чтобы включить лежащие вдоль залива Албермала земли поселенцев, покинувших колонию Виргиния. Аналогичным образом южная граница колонии была сдвинута до 29-го градуса северной широты, пройдя к югу от современного города Дейтона-Бич в штате Флорида, что явилось результатом включения в состав колонии земель испанского поселения Сан-Агустин. Хартией Лордам-собственникам была дарована вся земля между этими границами от Атлантического океана на востоке до Тихого океана на западе.
Из-за существенных различий между северной и южной частями колонии, а также из-за трудностей сообщениям между ними, в 1691 году был назначен специальный вице-губернатор для управления северной частью колонии. Разделение колонии на северную и южную части завершилось в 1719 году, хотя обе колонии продолжали контролироваться теми же Собственниками.
Война с ямаси 1715—1717 годов опустошила колонию. Полагая, что Собственники не предприняли должных действий во время этой войны, а также во время войны с Испанией, жители колонии решили, что нужно покончить с их властью. В 1719 году поднялось восстание. В соответствии с петицией, поданной населением колонии, в 1720 году в Южную Каролину был назначен королевский губернатор, назначавший местное правительство.
В течение десяти лет британское правительство разыскивало наследников Лордов-собственников, и в 1729 году, выкупив у семерых из восьми их доли, образовало на территориях Северной и Южной Каролины королевские колонии. В 1732 году король Георг II выделил из Южной Каролины провинцию Джорджия.
Фермеры Южной Каролины имели гораздо большие плантации, чем фермеры Северной Каролины, и выращивали такие ценные культуры, как рис и индиго.